# 厚果崖豆藤
厚果崖豆藤（学名：Millettia pachycarpa）为豆科崖豆藤属的植物。分布于不丹、缅甸、印度、台湾、泰国、老挝、孟加拉、尼泊尔、越南以及中国大陆的浙江、四川、江西、湖南、广东、广西、西藏、贵州、云南、福建等地，生长于海拔2,000米的地区，见于山坡常绿阔叶林内，目前尚未由人工引种栽培。

## 别名
苦檀子（草木便方），冲天子（广东、云南）、魚藤（臺灣）

## 异名
- Millettia taiwaniana (Hayata) Hayata